# Ji Yeon Kim
Ji Yeon Kim (18 de octubre de 1989, Incheon, Corea del Sur) es una artista marcial mixta surcoreana. Fue campeona de peso gallo femenino de Jewels y Gladiator. Compite en la división de peso mosca femenino de Ultimate Fighting Championship.

## Primeros años
Kim nació y creció en Incheon, Corea del Sur. Comenzó a entrenar en octavo grado después de ver un combate de kick boxing en la televisión, lo que despertó su deseo de hacer carrera en los deportes de combate.

## Carrera de artes marciales mixtas

### Carrera temprana
Kim comenzó su carrera profesional de MMA en 2013 y luchó principalmente en Corea del Sur y Japón. Kim adquirió una racha de seis peleas ganadas y se convirtió en la campeona de peso gallo femenino de Jewels y Gladiator antes de unirse a la UFC.

### Ultimate Fighting Championship
Kim debutó en la UFC el 17 de junio de 2017. Kim se enfrentó a Lucie Pudilová en UFC Fight Night: Holm vs. Correia en Singapur. Perdió el combate por decisión unánime.
Kim se enfrentó a Justine Kish fue el 27 de enero de 2018, en UFC on Fox: Jacaré vs. Brunson 2. Ganó el combate por decisión dividida.
Su tercera pelea llegó el 23 de junio de 2018, en UFC Fight Night: Cowboy vs. Edwards contra Melinda Fábián. Ganó el combate por decisión dividida.
Kim se enfrentó a Antonina Shevchenko, reemplazando a la lesionada Ashlee Evans-Smith, el 30 de noviembre de 2018 en The Ultimate Fighter 28 Finale. En el pesaje, Kim pesó 130.5 libras, 4.5 libras por encima del límite de la pelea de peso mosca sin título de 126. Se le impuso una multa del 20% de su bolsa, que fue a parar a manos de su oponente Shevchenko. El combate continuó en el peso de acordado. Perdió el combate por decisión unánime.
Kim se enfrentó a Nadia Kassem el 6 de octubre de 2019 en UFC 243. En el pesaje, Kim pesó 128 libras, 2 libras por encima del límite de peso mosca de 126. Kim fue multada con el 30% de su bolsa, que fue a parar a su oponente Kassem. Perdió el combate por nocaut técnico en el segundo asalto.
Kim estaba programada para enfrentarse a Sabina Mazo el 21 de diciembre de 2019 en UFC Fight Night: Edgar vs. The Korean Zombie. Sin embargo, el 1 de noviembre de 2019, se informó que Kim se vio obligada a retirarse del evento debido a una lesión no revelada.
Kim tenía previsto enfrentarse a Alexa Grasso el 27 de junio de 2020 en UFC on ESPN: Poirier vs. Hooker. Sin embargo, debido a las restricciones de viaje para ambas peleadoras debido a la pandemia de COVID-19, el combate fue reprogramado el 29 de agosto de 2020 en UFC Fight Night: Smith vs. Rakić. Perdió el combate por decisión unánime.
Kim tenía previsto enfrentarse a Poliana Botelho el 1 de mayo de 2021 en UFC on ESPN: Reyes vs. Procházka. Sin embargo, Kim se retiró del combate el 22 de marzo alegando una lesión y fue sustituida por Mayra Bueno Silva.
Kim se enfrentó a Molly McCann el 4 de septiembre de 2021 en UFC Fight Night: Brunson vs. Till. Perdió el combate por decisión unánime.

## Campeonatos y logros

### Artes marciales mixtas
- Jewels
  - Campeona de Peso Gallo de Jewels (una vez) vs. Takayo Hashi[4]
- Gladiator 
  - Campeona de Peso Gallo de Gladiator (una vez)vs. Miki Miyauchi[5]

## Récord en artes marciales mixtas
| Récord profesional | Récord profesional | Récord profesional |
| 15 peleas          | 9 victorias        | 4 derrotas         |
| ------------------ | ------------------ | ------------------ |
| Nocaut             | 2                  | 0                  |
| Sumisión           | 3                  | 0                  |
| Decisión           | 4                  | 4                  |
| Sin resultado      | 2                  | 2                  |

| Resultado | Récord | Oponente            | Método                                 | Evento                                        | Fecha                   | Ronda | Tiempo | Localización                 | Notas                                                               |
| --------- | ------ | ------------------- | -------------------------------------- | --------------------------------------------- | ----------------------- | ----- | ------ | ---------------------------- | ------------------------------------------------------------------- |
| Derrota   | 9-4-2  | Molly McCann        | Decisión (unánime)                     | UFC Fight Night: Brunson vs. Till             | 4 de septiembre de 2021 | 3     | 5:00   | Las Vegas, Nevada            | Pelea de la Noche.                                                  |
| Derrota   | 9-3-2  | Alexa Grasso        | Decisión (unánime)                     | UFC Fight Night: Smith vs. Rakić              | 29 de agosto de 2020    | 3     | 5:00   | Las Vegas, Nevada            |                                                                     |
| Victoria  | 9-2-2  | Nadia Kassem        | KO (puñetazo al cuerpo)                | UFC 243                                       | 6 de octubre de 2019    | 2     | 4:59   | Melbourne                    | Combate de peso acordado (128 libras); Kim no alcanzó el peso.      |
| Derrota   | 8-2-2  | Antonina Shevchenko | Decisión (unánime)                     | The Ultimate Fighter: Heavy Hitters Finale    | 30 de noviembre de 2018 | 3     | 5:00   | Las Vegas, Nevada            | Combate de peso acordado (130.5 libras); Kim no alcanzó el peso.    |
| Victoria  | 8-1-2  | Melinda Fábián      | Decisión (dividida)                    | UFC Fight Night: Cowboy vs. Edwards           | 23 de junio de 2018     | 3     | 5:00   | Kallang                      |                                                                     |
| Victoria  | 7-1-2  | Justine Kish        | Decisión (dividida)                    | UFC on Fox: Jacaré vs. Brunson 2              | 27 de enero de 2018     | 3     | 5:00   | Carolina del Norte, Carolina | Debut en el peso mosca.                                             |
| Derrota   | 6-1-2  | Lucie Pudilová      | Decisión (unánime)                     | UFC Fight Night: Holm vs. Correia             | 17 de junio de 2017     | 3     | 5:00   | Kallang                      |                                                                     |
| Victoria  | 6-0-2  | Tao Li              | Sumisión (estrangulamiento por detrás) | Top FC 13                                     | 5 de noviembre de 2016  | 2     | 1:30   | Seúl                         |                                                                     |
| Victoria  | 5-0-2  | Jin Tang            | Decisión (unánime)                     | Kunlun Fight: Cage Fight Series 5 / Top FC 11 | 22 de mayo de 2016      | 3     | 5:00   | Seúl                         | Combate de peso acordado (131 libras).                              |
| Victoria  | 4-0-2  | Takayo Hashi        | Decisión (unánime)                     | Deep Jewels 9                                 | 29 de agosto de 2015    | 3     | 5:00   | Tokio                        | Ganó el Campeonato Femenino de Peso Gallo de Jewels.                |
| Victoria  | 3-0-2  | Hatice Özyurt       | Sumisión (barra de brazo)              | Road FC 23                                    | 2 de mayo de 2015       | 2     | 1:14   | Seúl                         | Combate de peso acordado (138.2 libras); Ozyurt no alcanzó el peso. |
| Victoria  | 2-0-2  | Miki Miyauchi       | TKO (rodillazos y puñetazos)           | Gladiator 81                                  | 1 de marzo de 2015      | 2     | 0:18   | Tokio                        | Ganó el Campeonato Femenino de Peso Gallo de Gladiator.             |
| Victoria  | 1-0-2  | Yukimi Kamikaze     | Sumisión (estrangulamiento por detrás) | Road FC 18                                    | 30 de agosto de 2014    | 1     | 1:57   | Seúl                         | Combate de peso acordado (132 libras).                              |
| Empate    | 0-0-2  | Takayo Hashi        | Empate (unánime)                       | Road FC: Korea vs. Japan                      | 9 de marzo de 2014      | 2     | 5:00   | Seúl                         |                                                                     |
| Empate    | 0-0-1  | Shizuka Sugiyama    | Empate (mayoritario)                   | Deep: Cage Impact 2013                        | 24 de noviembre de 2013 | 2     | 5:00   | Tokio                        | Debut en el peso gallo.                                             |